# Q̣
Cette page contient des caractères spéciaux ou non latins. S’ils s’affichent mal (▯, ?, etc.), consultez la page d’aide Unicode.
Q̣ (minuscule : q̣), appelé Q point souscrit, est un graphème utilisé dans la romanisation de l’alphabet géorgien.
Il s'agit de la lettre Q diacritée d'un point souscrit.

## Utilisation
Le q point souscrit est utilisé, dans la translittération IKE (იბერიულ-კავკასიური ენათმეცნიერების წელიწდეული, Iberiul-K’avk’asiuri enatmetsnierebis ts’elits’deuli) comme variante du q point suscrit ‹ q̇ ›, pour translittérer le qar ‹ ყ ›.

## Représentations informatiques
Le Q point souscrit peut être représenté avec les caractères Unicode suivants :
- décomposé (latin de base, diacritiques) :

| formes    | représentations | chaînes de caractères | points de code | descriptions                                         |
| --------- | --------------- | --------------------- | -------------- | ---------------------------------------------------- |
| majuscule | Q̣               | Q◌̣                    | U+0051 U+0323  | lettre majuscule latine q diacritique point souscrit |
| minuscule | q̣               | q◌̣                    | U+0071 U+0323  | lettre minuscule latine q diacritique point souscrit |